# Clathrospora elynae
Clathrospora elynae är en svampart som beskrevs av Ludwig Rabenhorst 1857. Clathrospora elynae ingår i släktet Clathrospora och familjen Pleosporaceae.   Inga underarter finns listade i Catalogue of Life.